# Absender
Ein Absender (kurz Sender; veraltet Adressant) ist im informationstheoretischen Sinn eines Sender-Empfänger-Modells eine Person oder Institution, die eine Nachricht oder eine andere Information übermittelt oder durch ein Medium zum Empfänger (Adressat) übermittelt oder übermitteln lässt.

## Allgemeines
Absender und Empfänger können sich am selben Ort befinden und dann direkte Kommunikation miteinander betreiben (Gespräch, Verhandlung, Diskussion) oder beide sind außer Sicht- oder Rufweite. Dann benötigen sie zwecks Kommunikation ein Kommunikationsmittel für ihre Telekommunikation. Dabei ist zwischen asynchroner und synchroner Telekommunikation zu unterscheiden. Bei der asynchronen Telekommunikation werden die Nachrichten aufgezeichnet oder aufgeschrieben, mit zeitlicher Verzögerung zum Empfänger transportiert und erst dann (vielleicht) von ihm rezipiert (Brief, E-Mail, Telefax, Anrufbeantworter). Die synchrone Telekommunikation stellt eine wechselseitige Kommunikationsverbindung her, die Absender und Empfänger in direkten Kontakt bringt (Telefonie, Videokonferenz, Chatten). Absender (Sender, Kommunikator, zum Beispiel Sprecher oder Schreiber) und Empfänger (Adressat, Rezipient, zum Beispiel Zuhörer oder Leser) können im Verlauf einer synchronen Kommunikation ständig ihre Rollen wechseln – der Absender wird zum Empfänger und der Empfänger wird zum Absender.

## Kommunikation zwischen Absender und Empfänger
Der Absender verfügt bereits über die Information (er hat einen Informationsvorsprung: asymmetrische Information) und beabsichtigt deren Weitergabe an einen Empfänger. Der Absender benutzt zur Nachrichtenübermittlung ein bestimmtes Trägermedium (Sprache, Schrift), um die Information für den Empfänger transparent zu machen. Bei primären Medien ist zwischen Absender und Empfänger kein Gerät zwischengeschaltet, sekundäre Medien erfordern auf der Seite des Absenders technische Geräte, nicht jedoch beim Empfänger. Tertiäre Medien erfordern ein technisches Gerät sowohl beim Absender als auch beim Empfänger. Benötigt der Absender ein technisches Gerät (Telefon, Rundfunksender, Fernsehsender, Computer für E-Mails), muss er dieses für das Absenden der Information bedienen. 
Absender und Empfänger müssen bei der Informationsübermittlung aktiv sein. Während der Absender sich bemühen muss, eine adressatengerechte und angemessene Kommunikationsebene auszuwählen, muss der Empfänger die Information wahrnehmen (Hören, Lesen), möglicherweise dekodieren und gegebenenfalls verarbeiten. Werden Informationen vom Absender falsch kodiert oder vom Empfänger falsch dekodiert, liegt ein Missverständnis vor. Durch die Kommunikation vom Absender zum Empfänger werden bewertete Daten zur Information, mit der eine Erweiterung des Wissens beim Empfänger verbunden ist.

## Postwesen
Ein Absender im postalischen Sinn ist die Angabe des Namens und der Adresse zum Zwecke der Identifikation des Versenders. In Deutschland ist auf einem Briefumschlag der Absender in der oberen linken Ecke der Vorderseite anzubringen. Die Angabe des Absenders ist jedoch nach dem Postgesetz (PostG) nicht verpflichtend. In der Schweiz bringt man den Absender ebenfalls in der linken oberen Ecke an. In Österreich ist die Absenderangabe links oben im Bereich bis
40 mm von der Oberkante anzubringen. Wenn vom Platz nicht anders möglich, kann die Absenderangabe in Ausnahmefällen auf der Rückseite angebracht werden. Bei handschriftlicher Adressierung wird der Absender gelegentlich auch links unten angebracht. Bei einem Kuvert mit Sichtfenster finden sich die Angaben in der Absenderzeile oben im Sichtfeld. 
Da es früher häufig zu Problemen bei nicht zustellbaren Paketen kam, wurde in der DIN 5008 festgehalten, dass der Absender mit vollständigem Namen und Adresse anzugeben ist.

## Kommunikationstechnik
In der Kommunikations- und Nachrichtentechnik wird prinzipiell nur vom Sender gesprochen, der die Informationen an den Empfänger übermittelt. Die Übertragung kann hier über eine Funk-, Kabel- oder eine optische Kommunikation erfolgen. Sender und Empfänger müssen aufeinander abgestimmt sein, damit die Informationen überhaupt und korrekt empfangen und ausgewertet werden können.

## Transportwesen
Im Transportwesen ist der Absender Vertragspartner des Frachtführers. Für den Frachtführer entsteht aus diesem Vertrag die Verpflichtung, das Frachtgut an den vereinbarten Ort zu transportieren und dort an den Empfänger auszuliefern. Dem Absender wiederum entsteht aus dem Frachtvertrag die Verpflichtung, die vereinbarte Fracht zu bezahlen (§ 407 HGB). 